# Kriegsmarinewerft Wilhelmshaven

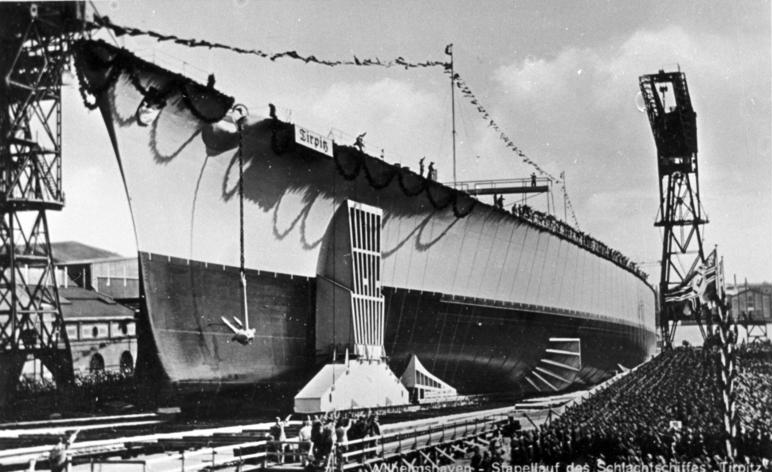
Stapellauf des Schlachtschiffs Tirpitz am 1. April 1939, größter Neubau der Kriegsmarinewerft

Die Kriegsmarinewerft Wilhelmshaven (KMW) in Wilhelmshaven war die bedeutendste Marinewerft in der Zeit des Deutschen Reiches bis 1945.
Sie entstand nach dem Ende des Ersten Weltkrieges aus der Kaiserlichen Werft Wilhelmshaven und trug bis 1935 den Namen Reichsmarinewerft. Sie ging anschließend in Besitz der Kriegsmarine über und war in erster Linie mit Reparatur, Umbau und Wartung von Kriegsschiffen befasst. Neubauten wurden in der Regel nur als „Füllaufträge“ angenommen, um den hohen Stand an Personal, Wissen und Maschinen zu halten.
Seit 1957 besteht auf dem Gelände der ehemaligen Werft ein Marinearsenal für die Bundesmarine bzw. Deutsche Marine.

## Geschichte

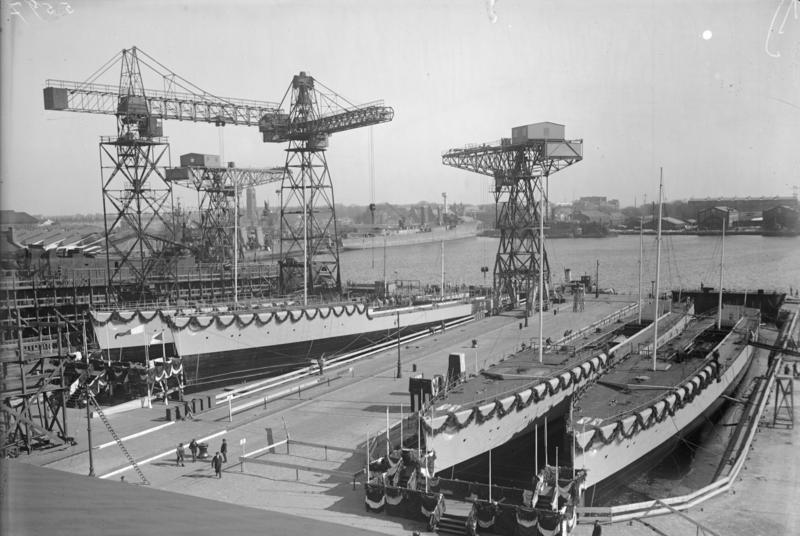
Stapellauf von 4 Torpedobooten der Raubtier-Klasse am 15. März 1928

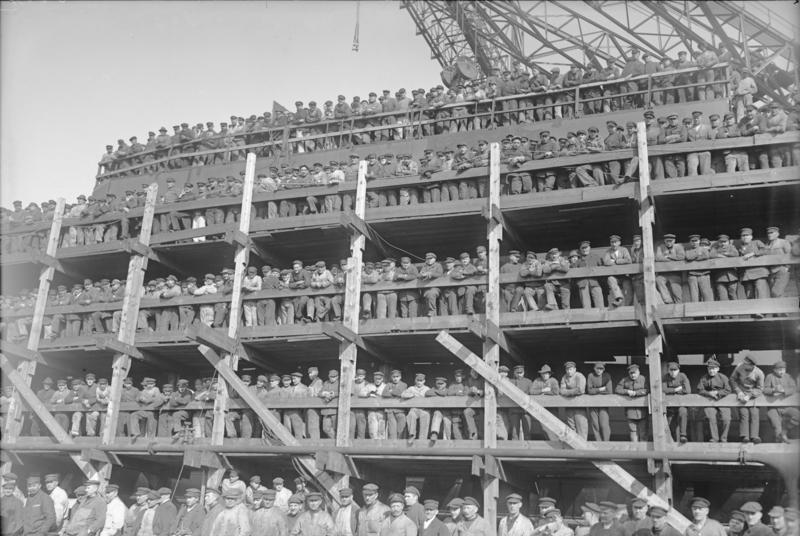
Tribüne mit Werftarbeitern beim Stapellauf von 4 Torpedobooten am 15. März 1928

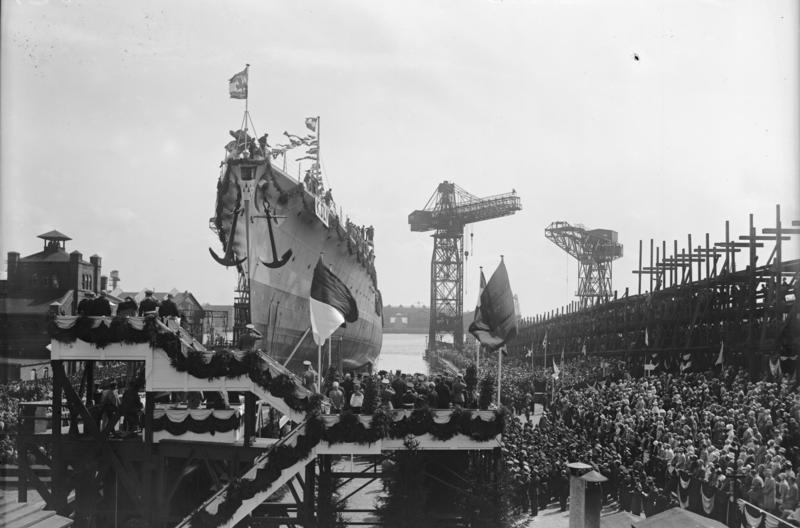
Stapellauf des Kreuzers Köln am 23. Mai 1928

Das Ende des Ersten Weltkrieges beendete auch die Tätigkeit der Kaiserlichen Werft Wilhelmshaven, nachdem die letzten Flotteneinheiten Ende 1918 abgezogen worden waren.
Der Friedensvertrag von Versailles verbot Deutschland den Bau von Kriegsschiffen. Die Kapazität der Werft wurde reduziert. Zur Überbrückung wurden unter anderem Lokomotiven repariert und zivile Schiffbauaufträge angenommen. Für die in Wilhelmshaven neu gegründete Hochseefischerei wurden Fischdampfer und Fischkutter gebaut, für eine Reederei mehrere Fracht- und Passagierdampfer. Ab 1919 blühte dann das Abwrackgeschäft. Bis 1923 wurden fast 300 Kriegsschiffe und Handelsschiffe (aus Deutschland und aus dem Ausland) verschrottet.
Ein Teil der Werft (die sog. Uto-Werft) nannte sich zu dieser Zeit Industriewerke Rüstringen und gehörte zu den Deutschen Werken. Am 1. Januar 1921 entstand aus der Vorläufigen Reichsmarine die Reichsmarine; die Werft wurde später Reichsmarinewerft genannt.
Der erste Neubau eines Kriegsschiffs war der von 1921 bis 1925 gebaute Leichte Kreuzer Emden. Das letzte große Schiff der KMW war das von 1936 bis 1941 gebaute Schlachtschiff Tirpitz.
Nach der Machtergreifung der Nationalsozialisten (1933) begann das NS-Regime eine Aufrüstung zur Kriegsvorbereitung; auch die Marine wurde aufgerüstet. 1935 wurde die  Reichsmarine in Kriegsmarine umbenannt (und die Reichswehr in Wehrmacht); 1935 wurde auch die Werft in Kriegsmarinewerft Wilhelmshaven umbenannt.
In den Folgejahren kam es dann zu erneuten umfangreichen Erweiterungen der Werftanlagen. Es entstand die neue Nordwerft mit weiteren Docks, Hafenanlagen und den zugehörigen Schleusen. Großen Einfluss auf die Erweiterung der Werft nahm der sogenannte Z-Plan für die Aufrüstung der Kriegsmarine, der jedoch nie realisiert wurde.
Mit Kriegsbeginn 1939 verschoben sich die Aktivitäten der Werft. Der Bau bereits begonnener oder geplanter Großkampfschiffe wurde eingestellt, die Tätigkeiten beschränkten sich in der Folgezeit auf den Bau kleinerer Kriegsfahrzeuge und U-Boote sowie auf Reparaturarbeiten und Beseitigung von Gefechtsschäden an Schiffen.
Als bedeutende Produktionsstätte der Rüstungsindustrie wurde die Werft über einhundert Mal von britischen oder amerikanischen Luftstreitkräften bombardiert, was zahlreiche Schäden verursachte. Die Werft blieb aber stets in Betrieb.
Bei den Luftangriffen starben viele Zivilisten.
Anfang 1945 arbeiteten etwa 17.000 Menschen auf der Werft, darunter etwa 2000 Häftlinge aus dem KZ Wilhelmshaven und dem Gestapo-Straflager Lager Schwarzer Weg als Zwangsarbeiter.
Am 6. Mai 1945 rückten kanadische und polnische Streitkräfte in die Stadt Wilhelmshaven ein.
Die Werft wurde zum Sammelplatz von Schiffen, die repariert werden mussten und anschließend an eine der Siegermächte auszuliefern waren. Mitte 1946 begann die Demontage der Werft, anschließend deren Zerstörung. Ca. 95 % der Gebäude wurden gesprengt und abgetragen. Ebenso wurde ein großer Teils des Hafengeländes vollständig zerstört, Hafenbecken und Zufahrten zugeschüttet. Damit hatte die Werft praktisch aufgehört zu existieren.

## Oberwerftdirektoren
- Kapitän zur See/Konteradmiral Walther Franz: von Mai 1923 bis Oktober 1928
- Konteradmiral Eduard Eichel: von Oktober 1928 bis September 1932
- Konteradmiral Siegfried Maßmann: von Oktober 1932 bis September 1935
- Konteradmiral/Vizeadmiral/Admiral Willy von Nordeck: von September 1935 bis Juni 1942
- Admiral Friedrich-Wilhelm Fleischer: von September 1942 bis Oktober 1944
- Konteradmiral (Ing.) Paul-Willy Zieb: von Oktober 1944 bis Mai 1945

## Chefs des Stabes und zugleich Chefs der Zentralabteilung (Z)
- Kapitän zur See Otto Schenk: von Oktober 1937 bis November 1939
- Konteradmiral Erich Förste: von Dezember 1939 bis September 1941
- Konteradmiral Werner Scheer: von September 1941 bis Dezember 1942
- Fregattenkapitän Hermann Gräfer (i. V.): von Januar 1943 bis Juli 1943
- Kapitän zur See (Ing.) Walter Richler: von Juli 1943 bis Januar 1944
- Kapitän zur See (Ing.) Oskar Stellmacher: von Januar 1944 bis Januar 1945
- Kapitän zur See (Ing.) Hermann Radloff: von Januar 1945 bis Mai 1945

## Heutige Verwendung
Ab 1957 entstanden auf dem Gelände der ehemaligen Kriegsmarinewerft innerhalb von etwa 15 Jahren zahlreiche neue Gebäude, die bis heute als Marinearsenal der Deutschen Marine genutzt werden. Wie früher besteht die Hauptaufgabe in der Erhaltung und Instandsetzung von Marinefahrzeugen.
1978 waren etwa 6.000 Mitarbeiter dort beschäftigt.
Von der ehemaligen Werft sind nur noch das Haupttor (Tor 1), die mittlerweile modifizierte Schiffbauhalle und Teile der ehemaligen Werftfeuerwehr vorhanden. Größtes noch existierendes Exponat der Werft ist der Schwimmkran Langer Heinrich, der seit 1985 in Genua stationiert ist.

## Schiffe der Reichs- und Kriegsmarinewerft Wilhelmshaven
(Auswahl; angeführte Jahreszahlen beziehen sich auf die Indienststellung der Schiffe)
- 1920 bis 1923, Bau-Nr. 70 bis 99, Bau von insgesamt 28 Fischdampfern zu je 50 t
- 1922, Bau-Nr. 66 bis 69, Bau der Fracht- und Passagierdampfer Emil Kirdorf, Carl Legien, Albert Vögler und Adolf v. Bayer für die Hugo Stinnes AG
- 1925, Bau-Nr. 100, Leichter Kreuzer Emden, erster Neubau der Reichsmarine nach dem Ersten Weltkrieg, in der Werft in Kiel im April 1945 von britischen Bomben schwer beschädigt, in der Heikendorfer Bucht im Mai 1945 gesprengt und dort bis 1948 verschrottet
- 1924, Bau-Nr. 101, Umbau eines Kanonenboots zum Vermessungsschiff Meteor, 1945 der UdSSR zugesprochen und dort als Ekvator in Dienst gestellt
- 1925 bis 1927, Bau-Nr. 102–107, Torpedoboot Möwe und fünf weitere Boote der Raubvogel-Klasse
- 1929, Bau-Nr. 108, Leichter Kreuzer Königsberg, Typschiff der K-Kreuzer (Königsberg-Klasse), im April 1940 nach britischem Luftangriff im Hafen von Bergen gekentert, im Juli 1942 gehoben und als Pier für U-Boote verwendet, erneute Kenterung im September 1944, nach Kriegsende in Bergen abgewrackt
- 1928 bis 1929, Bau-Nr. 109–114, Torpedoboot Wolf und fünf weitere Boote der Raubtier-Klasse
- 1928, Bau-Nr. 115, Lotsenschiff Schillig
- 1930, Bau-Nr. 116, Leichter Kreuzer Köln, 1945 bei Reparaturarbeiten in der KM-Werft durch Bomben versenkt, 1946 verschrottet
- 1931, Bau-Nr. 117, Leichter Kreuzer Leipzig, 1946 mit Gasmunition beladen vor dem Skagerrak versenkt
- 1931, Bau-Nr. 118, Artillerieschulschiff Bremse, 1941 nahe Nordkap von britischen Kreuzern versenkt
- 1931, Bau-Nr. 119, Fischereischutzschiff Elbe, ab 1939 Begleitschiff für Minenräumboote, ab 1945 bei der German Minesweeping Administration, im gleichen Jahr der Sowjetunion übergeben und dort als Terek in Dienst, 1962 abgewrackt
- 1931, Bau-Nr. 120, Fischereischutzschiff Weser, ab 1939 Begleitschiff für Minenräumboote, ab 1945 bei der German Minesweeping Administration, 1954 abgewrackt
- 1932, Bau-Nr. 121, Lotsenversetzboot Krabbe
- 1932, Bau-Nr. 122, Treiböltanker Norderney, marineeigen, 1945 GM/SA, 1947 verkauft, 1968 abgebrochen
- 1934, Bau-Nr. 123, Panzerschiff Admiral Scheer, im Bauhafen der Deutschen Werke Kiel durch mehrere Bombentreffer im April 1945 zum Kentern gebracht, Wrack vor Ort teilweise abgebrochen
- 1936, Bau-Nr. 124, Panzerschiff Admiral Graf Spee, 1939 in der Mündung des Río de la Plata nach Gefecht mit britischen Kreuzern selbst versenkt
- 1939, Bau-Nr. 125, Schlachtschiff Scharnhorst, im Dezember 1943 von britischen Kriegsschiffen vor dem Nordkap versenkt
- 1937, Bau-Nr. 126, 127, Flottenbegleiter F 9 und F 10
- 1941, Bau-Nr. 128, Schlachtschiff Tirpitz, im November 1944 vor Tromsø (Norwegen) durch britische Tallboy-Bomben zum Kentern gebracht, in den 1950er Jahren vor Ort abgewrackt
- Bau-Nr. 129, Leichter Kreuzer N der M-Klasse, 1938 begonnen, Baustopp am 21. September 1939, dann abgebrochen
- Bau-Nr. 130, Schlachtschiff L der H-Klasse, nur Bauvorbereitung, am 31. August 1939 annulliert
- Bau-Nr. 133. Schlachtschiff P der O-Klasse, nur Plan für Hellingbelegung, kein Bauauftrag
- 1941 bis 1944, insgesamt 27 Unterseeboote des Typs VII C: U 751 bis U 768 und U 771 bis U 779, weitere Boote wurden während des Baus bereits zerstört oder der Bau wurde abgebrochen